# Сосновка (Асекеєвський район)
Сосно́вка (рос. Сосновка) — селище у складі Асекеєвського району Оренбурзької області, Росія.
Стара назва — Сосновський.

## Населення
Населення — 190 осіб (2010; 261 у 2002).
Національний склад (станом на 2002 рік):
- татари — 61 %